# Rivière Pons
Der Rivière Pons ist ein ca. 150 km langer linker Nebenfluss des Rivière Caniapiscau in der kanadischen Provinz Québec.

## Flusslauf
Der Rivière Pons hat seinen Ursprung im Lac Pons im Zentrum der Labrador-Halbinsel. Von dort fließt er zuerst nach Süden, dann nach Osten, schließlich nach Norden. Südlich von ihm verläuft parallel der Fluss Rivière Sérigny. Der Rivière Pons mündet 220 km südlich von Kuujjuaq in den Lac Cambrien, welcher eine Verbreiterung des Rivière Caniapiscau darstellt.

## Etymologie
Der Fluss wurde nach Antoinette de Pons, Marquise de Guercheville (1570–1632), benannt.